# 許宗禮
許宗禮（？—？），别號立台，直隸大名府長垣縣民籍，明朝政治人物。

## 生平
萬曆四十三年（1615年）乙卯科举人，四十四年（1616年）丙辰科進士，刑部觀政，四十五年授山西孝义知县，四十六年本省同考，四十七年調榆次县，天啓二年行取考选，授官户科给事中，三年升禮科右，四年升本科左，升户科都，本年調吏科都，五年任會試同考官，升太常寺少卿，六年升都察院左佥都御史，七年升左副都御史。天启七年十二月，左副都御史許宗禮乞罷，不允。崇禎元年，升吏部左侍郎，本年养病闲住，二年革职为民。

## 家族
曾祖許禎，庠生。祖許科，歲贡。父許淳，寿官。

## 引用
1. ↑  《萬曆四十四年丙辰科進士履歷》：許宗禮，辛台，易六房，丁亥二月初八日生。長垣县人，乙卯二十四，会二百五十五，三甲二百三十一名。刑部政，丁巳授孝义知县，戊午本省同考，己未調榆次县，壬戌行取考选，授户科給事中，癸亥升禮科右，甲子升本科左，升户科都，本年調吏科都，乙丑房考，升太常寺少卿，丙寅升都察院左佥都御史，丁卯升左副都，升吏部左侍郎，戊辰养病，闲住，己巳为民。